# Figuren aus From Argonavis

Früheres, offizielles Logo zu Argonavis (bis 2021).

Dieser Artikel gibt alle Figuren aus From Argonavis, einem japanischen Multimedien-Projekt des Medienkonzerns Bushiroad, wieder. Dieses Projekt gehörte bis November 2021 zum BanG-Dream!-Franchise.

## Charaktere

### Argonavis
Eine Band, die von fünf Studenten der Hakodate Universität gegründet wurde.
Ren Nanahoshi (七星 蓮, Nanahoshi Ren)
Sänger von Argonavis. Er studiert im ersten Semester an der Fakultät für Rechtswissenschaften. Als Kind hat er ein Open-Air-Konzert besucht und träumt seitdem davon, selbst eines Tages auf der großen Bühne zu stehen. Allerdings ist er eher zurückhaltend und kann nicht gut auf andere Menschen zugehen, weswegen er oft alleine für sich Karaoke singt, bis sein Talent von Yūto, der auf der Suche nach einem Sänger für seine Band ist, entdeckt wird. Gewöhnlich ist er eine ruhige Person, ist jedoch auch Feuer und Flamme, wenn es um Musik geht.
Yūto Goryō (五稜 結人, Goryō Yūto)
Der Gitarrist von Argonavis und Rens Entdecker. Er studiert Literaturwissenschaften im ersten Semester. Er stammt aus einer angesehenen Familie aus Hakodate. Im Bezug auf seine älteren Brüder leidet er an einem Minderwertigkeitskomplex, besitzt aber ansonsten einen starken Willen und ist optimistisch, dass er eines Tages Erfolg mit seiner Band hat, sodass seine Familie ihm die passende Aufmerksamkeit geben.
Wataru Matoba (的場 航海, Matoba Wataru)
Wataru ist Bassist der Band und studiert wie Yūto auch, Literaturwissenschaften. Sein Vater ist Seefahrer und der Verbleib seiner Mutter ist nicht bekannt. Seit seiner Kindheit verbrachte er die Zeit meistens mit seinem älteren Bruder. Durch diesen fand er das Interesse am Bassspielen als dieser in einer Band spielte. Er ist vorsichtig, der negative Anmerkungen macht wenn jemand versucht, positive Dinge zu sagen.
Banri Shiroishi (白石 万浬, Shiroishi Banri)
Der Schlagzeuger der Gruppe, der derzeit im ersten Semester Wirtschaftswissenschaften studiert.
Rio Kikyō (桔梗 凛生, Kikyō Rio)
Der Keyboarder von Argonavis, der zurzeit Politikwissenschaften und Ökonomie studiert. Er ist sportlich, schreibt gute Noten und ist ein guter Musiker. Er wollte ursprünglich ein professioneller Baseballspieler werden, verletzte sich jedoch kurz vor dem Koshien, woraufhin er seinen Traum von einer Karriere als Profisportler an den Nagel gehangen hat. Er zeigt seine wirklichen Emotionen nicht, reagiert aber auf Menschen, die seine Hilfe benötigen.

### Gyroaxia
Gyroaxia ist eine Gruppe aus Sapporo, Hokkaidō, die von fünf College-Studenten gegründet wurde.
Nayuta Asahi (旭 那由多, Asahi Nayuta)

Reon Misono (美園 礼音, Misono Reon)

Ryō Akebono (曙 涼, Akebono Ryō)

Miyuki Sakaigawa (界川 深幸, Sakaigawa Miyuki)

Kenta Satozuka (里塚 賢汰, Satozuka Kenta)

### Fantôme Iris
Eine Visual-Kei-Band. Die Mitglieder sind volljährig und geben sich untereinander Spitznamen.
Felix Louis-Claude Mont D’or (フェリクス・ルイ＝クロード・モンドール, Ferikusu Rui＝Kurōdo Mondōru)

Tomoru Kurokawa (黒川 燈, Kurokawa Tomoru)

Jun Suzaki (洲崎 遵, Suzaki Jun)

Koharu Mitsurugi (御劔 虎春, Mitsurugi Koharu)

Daimon Kusunoki (楠 大門, Kusunoki Daimon)

### Fujin Rizing
Futa Kaminoshima (神ノ島 風太, Kaminoshima Futa)

Yamato Tsubaki (椿 大和, Tsubaki Yamato)

Kohei Hayasaka (早坂 絋平, Hayasaka Kohei)

Aoi Wakabusa (若草 あおい, Wakabusa Aoi)

Misaki Goto (五島 岬, Goto Misaki)

### Epsilon Phi
Shū Ujikawa (宇治川 紫夕, Ujikawa Shū)

Haruka Nijō (二条 遥, Nijō Haruka)

Tadaomi Kurama (鞍馬 唯臣, Kurama Tadaomi)

Kanata Nijō (二条 奏, Nijō Kanata)

Reiji Karasuma (烏丸 玲司, Karasuma Reiji)

### Nebencharaktere
Kenzō Hakkōda (八甲田 健三, Hakkōda Kenzō)
Genannt „Master“. Er ist der Besitzer des Café „Submariner“.
Shintaro Mashū (摩周 慎太郎, Mashū Shintaro)
Der Manager von Gyroaxia.

### Synchronisation
| Mitglieder von Argonavis     |                              |                      |   |
| Ren Nanahoshi                | Sänger                       | Masahiro Itō         | – |
| Yūto Goryō                   | Gitarrist                    | Daisuke Hyūga        | – |
| Wataru Matoba                | Bassist                      | Seiji Maeda          | – |
| Banri Shiroishi              | Schlagzeuger                 | Shohei Hashimoto     | – |
| Rio Kikyō                    | Keyboarder                   | Shūta Morishima      | – |
| Mitglieder von Gyroaxia      |                              |                      |   |
| Nayuta Asahi                 | Sänger                       | Jin Ogasawara        | – |
| Reon Misono                  | Gitarrist                    | Takumi Mano          | – |
| Ryō Akebono                  | Bassist                      | Hiroto Akiya         | – |
| Miyuki Sakaigawa             | Schlagzeuger                 | Kōsuke Miyauchi      | – |
| Kenta Satozuka               | Gitarrist                    | Shinichi Hashimoto   | – |
| Mitglieder von Fantôme Iris  |                              |                      |   |
| Felix Louis-Claude Mont D'or | Gesang                       | Arthur Lounsbery     | – |
| Tomoru Kurokawa              | Gitarrist                    | Masaya Wada          | – |
| Jun Suzaki                   | Gitarrist                    | Jun Fukuyama         | – |
| Koharu Mitsurugi             | Bassist                      | Tsubasa Yonaga       | – |
| Daimon Kusunoki              | Schlagzeuger                 | Taiyō Ayukawa        | – |
| Mitglieder von Fujin Rizing  |                              |                      |   |
| Futa Kaminoshima             | Sänger, Saxophonist          | Yoshiki Nakajima     | – |
| Yamato Tsubaki               | Gitarrist                    | Makoto Kaneko        | – |
| Kohei Hayasaka               | Bassist                      | Atsushi Abē          | – |
| Aoi Wakabusa                 | Posaunist                    | Kōdei Sakai          | – |
| Misaki Goto                  | Schlagzeuger                 | Hiroyuki Yoshino     | – |
| Mitglieder von Epsilon Phi   |                              |                      |   |
| Shū Ujikawa                  | Gesang                       | Yūki Sakakibara      | – |
| Haruka Nijō                  | Gesang, E-Gitarre            | Gakuto Kajiwara      | – |
| Kanata Nijō                  | E-Bass                       | Taichi Ishikawa      | – |
| Tadaomi Kurama               | Synthesizer                  | Kei Minegishi        | – |
| Reiji Karasuma               | Schlagzeug                   | Shinnosuke Tachibana | – |
| weitere Charaktere           |                              |                      |   |
| Kenzō Hakkōda                | Besitzer des Café Submariner | Atsushi Miyauchi     | – |
| Shintaro Mashū               | Manager von Gyroaxia         | Takuya Satō          | – |
|                              |                              |                      | – |
|                              |                              |                      | – |
|                              |                              |                      | – |
|                              |                              |                      | – |
|                              |                              |                      | – |
|                              |                              |                      | – |
|                              |                              |                      | – |
|                              |                              |                      | – |
|                              |                              |                      | – |